# Kunzeana furcata
Kunzeana furcata är en insektsart som först beskrevs av Beamer 1943.  Kunzeana furcata ingår i släktet Kunzeana och familjen dvärgstritar. Inga underarter finns listade i Catalogue of Life.